# Hermann Steiner
Pour les articles homonymes, voir Steiner.
Ne doit pas être confondu avec Herman Steiner.
Hermann Steiner, né en 1913 et mort le 14 novembre 2005, est un menuisier et homme d'affaires suisse. Il est l'inventeur du système d'assemblage commercialisé sous le nom de Lamello.